# Дубровка (Інзенський район)
Дубровка (рос. Дубровка) — селище в Інзенському районі Ульяновської області Російської Федерації.
Населення становить 12 осіб. Входить до складу муніципального утворення Труслейське сільське поселення.

## Історія
Від 2004 року входить до складу муніципального утворення Труслейське сільське поселення.

## Населення
| 2010 |
| ---- |
| 12   |